# Antonio Rukavina
Antonio Rukavina (Belgrad, República Federal Socialista de Iugoslàvia, 26 de gener de 1984) és un exfutbolista professional serbi, que jugava com a defensa.

## Trajectòria
Rukavina va començar la seua carrera al FK Bežanija, des d'on va fer el salt al FK Partizan, equip del qual va arribar a ser-ne el capità. Posteriorment faria el salt a la Bundesliga.

### Borussia Dortmund
L'estiu del 2008 va fitxar pel Borussia per uns 2,5 milions d'euros.

### München 1860
El seu pas per Dortmund va ser efímer, pocs mesos després, durant l'hivern del 2009, va fitxar pel München 1860 de la 2. Bundesliga. En aquest modest equip es consolidaria futbolísticament. Les seues bones actuacions li van permetre, fins i tot, disputar el Mundial de Sud-àfrica amb la seua selecció.

### Real Valladolid
L'estiu del 2012 va fitxar pel Real Valladolid, va ser una petició del llavors tècnic de l'equip, Miroslav Đukić. Va arribar amb la carta de llibertat i va signar un contracte de tres anys. La seua primera temporada amb l'equip va disputar 37 dels 38 partits de l'equip a Primera Divisió, només l'acumulació de targetes grogues va evitar que jugués en totes les jornades. També va marcar un gol.

### Vila-real CF
El 8 de juliol de 2014 es va fer oficial el seu fitxatge pel club groguet, al qual Rukavina va arribar lliure, i s'hi va compromentre per dues temporades.

### Astanà
El juliol de 2018, Rukavina va signar contracte amb el campió kazakh FK Astana, com a agent lliure.